# The Tatterdemalion Express
The Tatterdemalion Express es el álbum debut de la banda Mar de Grises. Este álbum contiene un estilo mucho más crudo que sus sucesores, mucho más cercano al Death/doom, algunas veces rozando territorio del Funeral doom. Por tanto, es menos progresivo y vanguardista que sus próximas propuestas, aunque hay veces que muestran el lado experimental de la banda, como el puente de To See Saturn Fall en el que la música caotiza o la canción Onírica, que muestra las influencias del Dream Pop en la banda.

## Lista de canciones
| N.º | Título                       | Duración |  |
| 1.  | «El Otro»                    | 11:42    |  |
| 2.  | «To See Saturn Fall»         | 08:08    |  |
| 3.  | «Storm»                      | 10:47    |  |
| 4.  | «Recklessness»               | 05:43    |  |
| 5.  | «Self Portrait No.1»         | 04:27    |  |
| 6.  | «Be Welcome Oh Hideous Hell» | 08:04    |  |
| 7.  | «Onírica»                    | 07:13    |  |

## Créditos
- Marcelo R. - Voz, Teclados, Sintetizador
- Sergio A. - Guitarra
- Rodrigo M. - Guitarra
- Rodrigo G. - Bajo
- Alejandro Arce - Batería

- Datos: Q6145313